# Collegio elettorale di Rossano (Camera dei deputati)
Il collegio di Rossano fu un collegio elettorale uninominale della Repubblica Italiana per l'elezione della Camera dei deputati. Apparteneva alla circoscrizione Calabria e fu utilizzato per eleggere un deputato nella XII, XIII e XIV legislatura.
Venne istituito nel 1993 con la cosiddetta Legge Mattarella (Legge n. 277, Nuove norme per l'elezione della Camera dei deputati), attuata in seguito al referendum abrogativo del 1993. La legge istituì per la Camera dei deputati e per il Senato della Repubblica un sistema di elezione misto, in parte maggioritario e in parte proporzionale. Il 75% dei parlamentari dell'assemblea veniva eletto in collegi uninominali tramite sistema maggioritario a turno unico; il restante 25% alla Camera veniva eletto tramite sistema proporzionale con liste bloccate.
Il collegio venne abolito insieme a tutti gli altri che costituivano la Camera con la promulgazione della legge elettorale successiva, la cosiddetta Legge Calderoli. Questa prevedeva un sistema proporzionale con premio di maggioranza, che alla Camera veniva attribuito a livello nazionale.

## Territorio
Il collegio di Rossano era uno dei 17 collegi uninominali in cui era suddivisa la Calabria e, come previsto dal D.Lgs. del 20 dicembre 1993 n. 536, era interamente compreso nella provincia di Cosenza e comprendeva i seguenti comuni: Acri, Bocchigliero, Calopezzati, Caloveto, Campana, Cariati, Cropalati, Crosia, Longobucco, Mandatoriccio, Paludi, Pietrapaola, Rossano, San Giovanni in Fiore, Scala Coeli e Terravecchia.

## Eletti
| Elezione | Elezione | Deputato       | Partito            |
| -------- | -------- | -------------- | ------------------ |
|          | 1994     | Mario Oliverio | Progressisti (PDS) |
|          | 1996     | Mario Oliverio | L'Ulivo (PDS/DS)   |
| 2001     |          | Mario Oliverio | L'Ulivo (PDS/DS)   |

## Dati elettorali

### XII legislatura

#### Risultati proporzionale
| Coalizioni        | Coalizioni                                | Liste                                     | Liste                                     | Voti   | %     |
| ----------------- | ----------------------------------------- | ----------------------------------------- | ----------------------------------------- | ------ | ----- |
|                   | Progressisti                              |                                           | Partito Democratico della Sinistra        | 19.349 | 32,83 |
|                   | Progressisti                              | Rifondazione Comunista                    | 5.666                                     | 9,61   |       |
|                   | Progressisti                              | Partito Socialista Italiano               | 3.636                                     | 6,17   |       |
|                   | Progressisti                              | Federazione dei Verdi                     | 1.280                                     | 2,17   |       |
|                   | Progressisti                              | Alleanza Democratica                      | 677                                       | 1,15   |       |
|                   | Progressisti                              | Movimento per la Democrazia - La Rete     | 573                                       | 0,97   |       |
| Totale coalizione | Totale coalizione                         | 29.901                                    | 52,90                                     |        |       |
|                   | Polo del Buon Governo                     |                                           | Forza Italia                              | 7.061  | 11,98 |
|                   | Polo del Buon Governo                     | Alleanza Nazionale                        | 6.967                                     | 11,82  |       |
| Totale coalizione | Totale coalizione                         | 14.028                                    | 23,80                                     |        |       |
|                   | Patto per l'Italia                        |                                           | Partito Popolare Italiano                 | 8.018  | 13,60 |
|                   | Patto per l'Italia                        | Patto Segni                               | 3.306                                     | 5,61   |       |
| Totale coalizione | Totale coalizione                         | 11.324                                    | 19,21                                     |        |       |
|                   | Unione Mediterranea                       | Unione Mediterranea                       | Unione Mediterranea                       | 1.321  | 2,24  |
|                   | Socialdemocrazia                          | Socialdemocrazia                          | Socialdemocrazia                          | 439    | 0,74  |
|                   | Liberal Democratici Europei               | Liberal Democratici Europei               | Liberal Democratici Europei               | 166    | 0,28  |
|                   | Movimento Meridionale                     | Movimento Meridionale                     | Movimento Meridionale                     | 142    | 0,24  |
|                   | Movimento Cristiano Veritas               | Movimento Cristiano Veritas               | Movimento Cristiano Veritas               | 128    | 0,22  |
|                   | Idea Città                                | Idea Città                                | Idea Città                                | 110    | 0,19  |
|                   | Movimento Liberaldemocratico e Socialista | Movimento Liberaldemocratico e Socialista | Movimento Liberaldemocratico e Socialista | 104    | 0,18  |
| Totale            | Totale                                    | Totale                                    | Totale                                    | 58.943 |       |

#### Risultati uninominale
|                               | Mario Oliverio ✔️ Eletto | Progressisti                                      | 28 704 | 48,83 |  |  |  |  |  |
|                               | Raimondo De Capua        | Polo del Buon Governo (FI - AN - CCD - UDC - PLD) | 13 857 | 23,57 |  |  |  |  |  |
|                               | Antonio De Nardo         | Patto per l'Italia                                | 12 000 | 20,41 |  |  |  |  |  |
|                               | Beniamino Donnici        | Movimento Federalista Calabria Libera             | 4 228  | 7,19  |  |  |  |  |  |
| Totale                        | Totale                   | Totale                                            | 58 789 | 100   |  |  |  |  |  |
|                               |                          |                                                   |        |       |  |  |  |  |  |
| Fonte: Ministero dell'interno |                          |                                                   |        |       |  |  |  |  |  |

### XIII legislatura

#### Risultati proporzionale
| Coalizioni        | Coalizioni                         | Liste                                     | Liste                              | Voti   | %     |
| ----------------- | ---------------------------------- | ----------------------------------------- | ---------------------------------- | ------ | ----- |
|                   | L'Ulivo                            |                                           | Partito Democratico della Sinistra | 16.220 | 28,59 |
|                   | L'Ulivo                            | Popolari per Prodi (PPI-SVP-PRI-UD-Prodi) | 5.028                              | 8,86   |       |
|                   | L'Ulivo                            | Rinnovamento Italiano                     | 2.503                              | 4,41   |       |
|                   | L'Ulivo                            | Federazione dei Verdi                     | 818                                | 1,44   |       |
| Totale coalizione | Totale coalizione                  | 24.569                                    | 43,30                              |        |       |
|                   | Polo per le Libertà                |                                           | Alleanza Nazionale                 | 10.794 | 19,02 |
|                   | Polo per le Libertà                | Forza Italia                              | 6.859                              | 12,09  |       |
|                   | Polo per le Libertà                | CCD-CDU                                   | 5.168                              | 9,11   |       |
| Totale coalizione | Totale coalizione                  | 22.821                                    | 40,22                              |        |       |
|                   | Progressisti                       |                                           | Rifondazione Comunista             | 6.938  | 12,23 |
|                   | Movimento Sociale Fiamma Tricolore | Movimento Sociale Fiamma Tricolore        | Movimento Sociale Fiamma Tricolore | 1.109  | 1,95  |
|                   | Partito Socialista                 | Partito Socialista                        | Partito Socialista                 | 714    | 1,26  |
|                   | Lista Pannella - Sgarbi            | Lista Pannella - Sgarbi                   | Lista Pannella - Sgarbi            | 456    | 0,80  |
|                   | Rinnovamento                       | Rinnovamento                              | Rinnovamento                       | 130    | 0,23  |
| Totale            | Totale                             | Totale                                    | Totale                             | 56.737 |       |

#### Risultati uninominale
|                               | Mario Oliverio ✔️ Eletto | L'Ulivo             | 32 261 | 58,17 |  |  |  |  |  |
|                               | Domenico Campana         | Polo per le Libertà | 20 094 | 36,23 |  |  |  |  |  |
|                               | Rodolfo Turano           | Fiamma Tricolore    | 3 107  | 5,60  |  |  |  |  |  |
| Totale                        | Totale                   | Totale              | 55 462 | 100   |  |  |  |  |  |
|                               |                          |                     |        |       |  |  |  |  |  |
| Fonte: Ministero dell'interno |                          |                     |        |       |  |  |  |  |  |

### XIV legislatura

#### Risultati proporzionale
| Coalizioni        | Coalizioni              | Liste                                 | Liste                   | Voti   | %     |
| ----------------- | ----------------------- | ------------------------------------- | ----------------------- | ------ | ----- |
|                   | Casa delle Libertà      |                                       | Forza Italia            | 10.717 | 18,33 |
|                   | Casa delle Libertà      | Alleanza Nazionale                    | 7.848                   | 13,42  |       |
|                   | Casa delle Libertà      | CCD-CDU                               | 3.273                   | 5,60   |       |
|                   | Casa delle Libertà      | Nuovo PSI                             | 2.005                   | 3,43   |       |
| Totale coalizione | Totale coalizione       | 23.843                                | 40,78                   |        |       |
|                   | L'Ulivo                 |                                       | Democratici di Sinistra | 12.364 | 21,15 |
|                   | L'Ulivo                 | La Margherita (Dem - PPI - RI- UDEUR) | 7.186                   | 12,29  |       |
|                   | L'Ulivo                 | Il Girasole (FdV - SDI)               | 1.929                   | 3,30   |       |
|                   | L'Ulivo                 | Comunisti Italiani                    | 1.701                   | 2,91   |       |
| Totale coalizione | Totale coalizione       | 23.180                                | 39,65                   |        |       |
|                   | Rifondazione Comunista  | Rifondazione Comunista                | Rifondazione Comunista  | 3.554  | 6,08  |
|                   | Lista Di Pietro         | Lista Di Pietro                       | Lista Di Pietro         | 3.441  | 5,89  |
|                   | Democrazia Europea      | Democrazia Europea                    | Democrazia Europea      | 2.875  | 4,92  |
|                   | Lista Pannella - Bonino | Lista Pannella - Bonino               | Lista Pannella - Bonino | 733    | 1,25  |
|                   | Fiamma Tricolore        | Fiamma Tricolore                      | Fiamma Tricolore        | 724    | 1,24  |
|                   | Abolizione scorporo     | Abolizione scorporo                   | Abolizione scorporo     | 66     | 0,11  |
|                   | Paese Nuovo             | Paese Nuovo                           | Paese Nuovo             | 53     | 0,09  |
| Totale            | Totale                  | Totale                                | Totale                  | 58.469 |       |

#### Risultati uninominale
|                               | Mario Oliverio ✔️ Eletto | L'Ulivo            | 26 092 | 43,22 |  |  |  |  |  |
|                               | Antonio Russo Cataldo    | Casa delle Libertà | 18 174 | 30,11 |  |  |  |  |  |
|                               | Giovanni Zagarese        | Democrazia Europea | 10 293 | 17,05 |  |  |  |  |  |
|                               | Ignazio Sabatini         | Lista Di Pietro    | 3 141  | 5,20  |  |  |  |  |  |
|                               | Maurizio Mazza           | Fiamma Tricolore   | 1 828  | 3,03  |  |  |  |  |  |
|                               | Raffaele Fortino         | Lista Emma Bonino  | 838    | 1,39  |  |  |  |  |  |
| Totale                        | Totale                   | Totale             | 60 366 | 100   |  |  |  |  |  |
|                               |                          |                    |        |       |  |  |  |  |  |
| Fonte: Ministero dell'interno |                          |                    |        |       |  |  |  |  |  |